# Red Sky Coven
Red Sky Coven ist eine englische Folk-Formation. Sie besteht aus Justin Sullivan, Sänger der Band New Model Army, Joolz Denby, Rev Hammer und Bret Selby.
Gegründet wurde die Band in den 80ern. Die vier Freunde wurden durch einen Abend in einem Folkclub in Bradford inspiriert und entschlossen sich, selbst in diese Richtung aktiv zu werden. Im Laufe der Jahre wurden Red Sky Coven zunächst in England, dann auch in Deutschland und anderen europäischen Ländern immer bekannter, nicht zuletzt durch die Popularität von New Model Army.

## Konzerte
Ein Konzert der Band teilt sich immer in 2 Hälften auf, während deren die Künstler ihre Arbeiten präsentieren. Eingeleitet wird das Programm von Joolz, die den dann auftretenden Rev Hammer meistens mit einem ironischen Seitenhieb auf aktuelle Pop- oder Rockstars ankündigt, so z. B.
He should be so lucky, lucky, lucky - the Kylie Minogue of Folk Music
Rev Hammer wiederum präsentiert dann seine eigenen Werke – englische Folkmusik, mit nur einer Akustikgitarre ausgerüstet. Nebenbei ist Rev aber auch noch ein guter Geschichten- und Witzeerzähler, die er als Auflockerung ins Programm mit einbaut. Häufig geht es dabei um Schafe, Kühe oder Enten.
Danach folgt Joolz, die ihre Kurzgeschichten und Gedichte vorträgt. 
Abgerundet wird der 1. Teil dann von Justin Sullivan, der Solo-Stücke, aber auch Lieder von New Model Army in Akustikversionen darbietet.
Nach einer kurzen Pause wird dann das Ganze nochmal wiederholt – diesmal natürlich mit anderen Liedern und Gedichten.
Zum Schluss wird der Abend durch ein bis zwei Zugaben abgerundet. Hierfür sucht sich die Band immer wieder alte Musikklassiker aus um sie in einer eigenen Version zu präsentieren (Joolz: 'Once again we will ruin a musical classic. It's tradition.') So z. B. Minnie the moocher, Heartbreak Hotel, On the road again oder Louie Louie.
Die Tour 2009 endet mit einem aktuellen Pop-Hit, der ironisch präsentiert wird.

## Diskografie
- Red Sky Coven – Volumes 1&2 (1998)
- Red Sky Coven – Volume 3 (2001)
- Red Sky Coven – Volume 5 (2009)